# HD 16170
HD 16170，又名CD-51 611，SAO 232818、HR 755，是一颗恒星，视星等为6.24，位于銀經270.92，銀緯-59.19，其B1900.0坐标为赤經2h 30m 30.2s，赤緯-51° -59.19′ 53″。